# 戴杰
戴杰（1928年8月—2011年11月21日），男，辽宁沈阳人，中华人民共和国政治人物。中共十三大、十四大代表，第七届全国人大代表、第八届全国人大常委会委员、第九届全国人大代表（全国人大财经委员会委员）。

## 生平
1945年12月在嫩江军区军政干部学校学习。1947年进入东北军政大学学习。1949年12月加入中国共产党。1950年12月，任东北贸易部驻广州办事处主任。1971年1月，任中国驻南斯拉夫、联邦德国、巴西、瑞士等国家大使馆商务参赞，外贸部出口局副局长、外经贸部进出口局局长。1984年11月，任海关总署署长兼国务院关税税则委员会常务副主任等。